# Engbekshiqazaq Aūdany
Engbekshiqazaq Aūdany är ett distrikt i Kazakstan.   Det ligger i oblystet Almaty, i den sydöstra delen av landet, 1 000 km söder om huvudstaden Astana.